# الجنس من أجل البقاء
الجنس من أجلِ البقاء هو ممارسة الدعارة من قبل شخصٍ ما بسبب الحاجة الشديدة للمال أو للمأوى أو لباقي الأشياء الضرورية في الحياة والتي تُساعد على البقاء. عادةً ما ينتشرُ هذا النوع من الممارسات الجِنسيّة في وسطِ الذين هم بلا مأوى أو الذين يُعانونَ منَ الحِرمان المُجتمعي وخاصة الحرمان منَ الغذاء أو مكان النوم أو غيرها من الاحتياجات الأساسية أو حتى المحرومينَ منَ المخدرات. يُستخدمُ هذا المصطلح في مجال صناعة الجنس ولهُ ارتباطٌ وثيقٌ بالفقر وبالباحثين عنِ المساعدات الإنسانيّة.

## الانتشار
يُعدّ الجنس من أجلِ البقاء ممارسة جنسية شائعة في جميع أنحاء العالم لكنّها تتركزُ في الدول الغربيّة بالخصوص بما في ذلك الولايات المتحدة، كندا إلى جانبِ المكسيك، الفلبين، تايلاند، نيوزيلندا، كولومبيا، كينيا، أوغندا وجنوب أفريقيا.
يقدر الباحثون أن واحدًا من كل ثلاث شباب بلا مأوى في أمريكا الشمالية قد مارسوا ما يُعرف بالجِنس مقابل البقاء وفي دراسة أخرى خصّت مدينة لوس أنجلوس فإنّ حوالي ثلث الإناث ونصف الذكور قد انخرطوا في ممارسات جنسية من أجل البَقاء. وجدت ذات الدراسة أنّه كل ما زادَ بقاء الشاب لأيام عديدة بدون مأوى كل ما زادَ إقبالهُ على هذا النوع من المُمارسة. وجدت دراسة ثالثة مُنفصلة أنّ احتمال انخراطِ المثليات والمثليين ومزدوجي الميل الجنسي في الجنس من أجل البقاء مضاعف ثلاث مرات مُقارنة بالذكور أو الإناث كما أنّ غالبية المتحولين جنسيا بدونِ مأوى يُشاركونَ في هذه المُمارسَة.
في المُقابل؛ وجدَ الباحثون والمهتمونَ بهذه الظاهرة أنّ الجنس من أجل البقاء صارَ شائعًا في مخيمات اللاجئين في شمال أوغندا حيث يُقدّر أنّ 1.4 مليون مدني قد نزحوا بسبب النزاع بين القوات المسلّحة التابعة للحكومة الأوغندية من جهة وبينَ جيش الرب للمقاومة من جهة ثانية. جديرٌ بالذكرِ هنا أنّ منظمة هيومن رايتس ووتش كانت قد ذكرت في عام 2005 أن النساء والفتيات المشردات قد أُجبرنَ على الانخراطِ في الجنس من أجل البقاء بسبب تقصيرِ الحكومة الأوغندية في توفير شروط العيش الكريم لمواطنيها.

## الدوافع
يقولُ بعض الباحثون أن أطفال الشوارع معرضين للاستغلال الجنسي كما قد يُجبرون في أحيانٍ أخرى على الانخراط في الجنس من أجل البقاء رغمًا عنهم. فيما يرى آخرونَ أنّ الذين ينخرطونَ في الجنس من أجل البقاء لا يملكونَ أيّ خيار آخر ولذا يلجأون لهذهِ المُمارسة. ترى عالمة النفس والناشطة في مجال مكافحة البغاء والكاتبة في صحيفة نيويورك تايمز ميليسا فارلي أنّ الجنس من أجل البقاء ظاهرة خطيرة قد تفتكُ بالكثيرين لخطورتها فضلًا عن أنّها تُشكل تهديدًا مباشرًا على الكثير من النساء اللائي يُعلنَ عائلاتهنّ بدون وظيفة أو دوام رسمي أو جزئي. ترى فارلي أنّ الجنس من أجل البقاء خيار غير أخلاقي ولهُ مخاطر نفسيّة واقتصاديّة بل قد يُسبب صدمات نفسيّة للمنخرطات والمُنخرطين فيه.
تشير البحوث إلى أن عددًا قليلًا جدًا منَ البغايا (بلغت التقديرات حوالي 5% فقط) قد اخترنَ ممارسة الجنس من أجل البقاء رغبة منهنّ فيما أُجبرت الباقي على امتهانه لسببٍ من الأسباب. نفس هذا الرأي يتقاسمهُ بوب هربرت الذي كتبَ مقالًا في صحيفة نيويورك تايمز قالَ فيه: «أولئك الذين يعتقدون أن معظم النساء العاملات في مجال البغاء قد اخترنَ ذلك ... هذا ليس صحيحًا دائمًا لأنّ هذا العالم مليء بالقوادين الساديين، المرضى النفسيين ومدمني المخدرات والمُجرمين!»

## التوعية وإنفاذ القانون

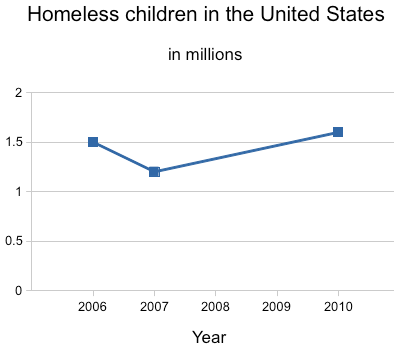
مبيان يُظهر ارتفاع عددَ الأطفال المشردين في الولايات المتحدة من 1.2 مليون في عام 2007 إلى 1.6 مليون في عام 2010.

لاحظت عدّة بلديات في بوسطن ودالاس زيادة حادة في الهاربين المراهقين وانخراطهم في ممارسة الجنس من أجل البقاء منذ عام 1999. من أجلِ مكافحة انتشار هذه الظاهرة؛ قررت السلطات في دالاس إنشاء مجموعة منزلية خاصة مهمتها تقديم المشورة للمراهقين والمراهقات ومحاولة إقناعهم بعدم اختيار الجنس من أجل البقاء كحلّ لمشاكلهم. تنصحُ جميعات المجتمع المدني السلطات في الولايات المتحدة مثلًا بالتركيزِ على الأماكن العامة التي يجتمعُ فيها القوادين فضلًا عن مراكز التسوق والمدارس وكذا علَى الإنترنت كما تُطالب هذه الجمعيات بمحاكمات قانونيّة وعقوبات زجريّة لكل من يُساعد على ممارسة الجنس من أجل البقاء. في المقابل ترى منظمات أخرى أنّ للضحايا دورٌ في مفاقمة هذا المشكل بسبب عدم تمييزهم بينَ الزج بهم في ممارسة جنسية غير أخلاقيّة واختيارهم هم أنفسهم لها فضلًا عن تقديمهم لمعلومات كاذبة وغير صحيحة للسلطات خِلال استجوابهم حول ما يحصل. كما تُطالب هذه المنظمات الحكومة بالتنسيق معهم للوصول لنتائج أفضل.